# Dieter Huber

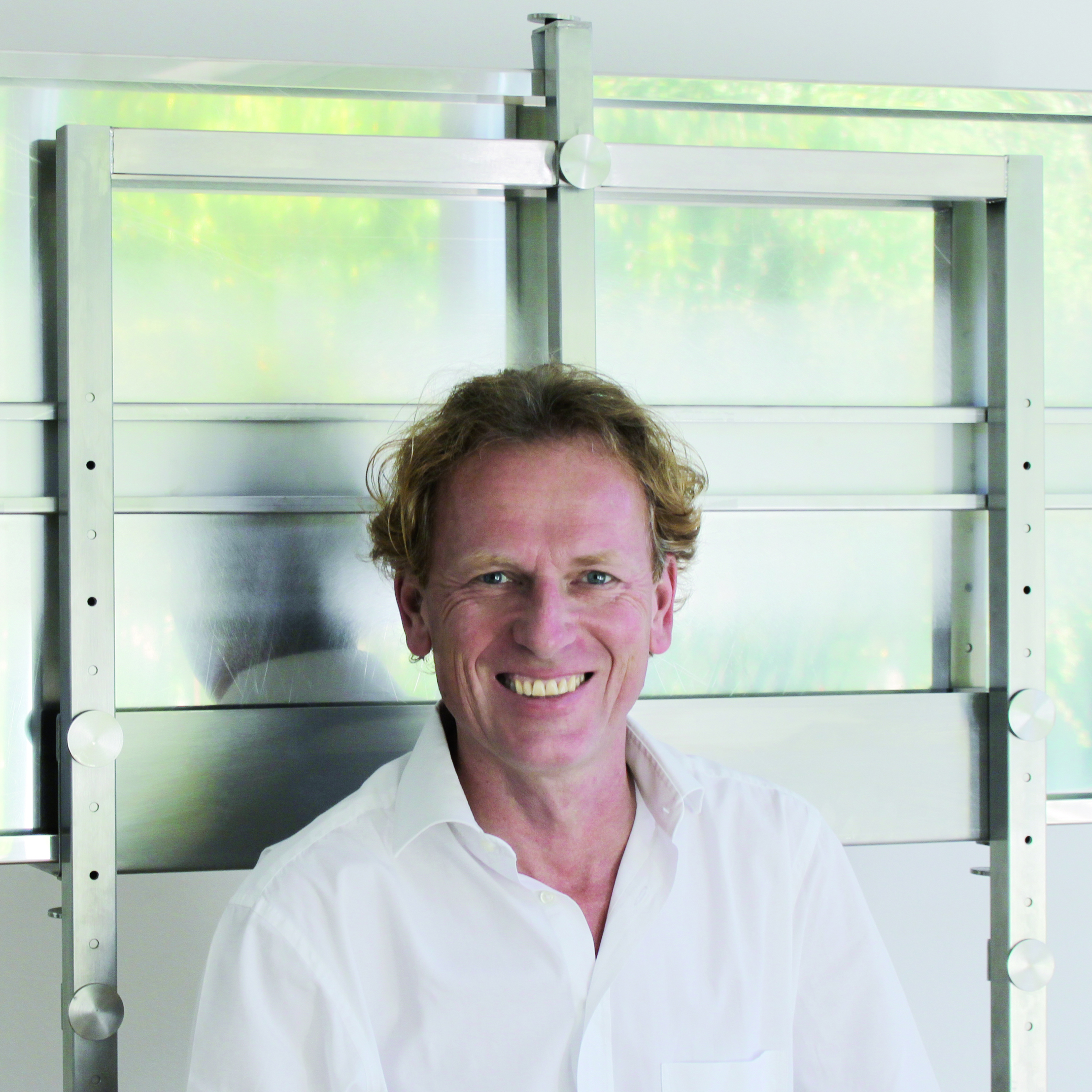
Dieter Huber (2010)

Dieter Huber (* 4. August 1962 in Schladming (Österreich)) ist ein österreichischer Bildender Künstler. Er gilt international als Pionier der computergenerierten Bilder und als Verfechter einer Kunst mit gesellschaftlich relevantem Inhalt.

## Biografie
Huber studierte von 1980 bis 1985 an der Universität Mozarteum Salzburg, Bühnenbild, Kostümentwurf, Theatermalerei. Im Anschluss an sein Studium arbeitete er als freischaffender Künstler in Wien und Salzburg. Seine Konzepte, Arbeiten und Projekte wurden in mehr als zwei Dutzend Einzelpublikationen sowie zahlreichen Büchern, Katalogen und Kunstzeitschriften weltweit publiziert. Zudem arbeitete der Künstler als Gestalter von Kunstbüchern, Websites, Ausstellungen, Museumskonzepten, Lichtdesign, Leitsystemen, Typografie, Herausgeber und Kurator von Ausstellungen.

### Wirken
Huber befasst sich mit sozial relevanten Inhalten, die nach umfangreichen Recherchen in Werkzyklen in verschiedenen künstlerischen Techniken realisiert und publiziert werden (digitale Arbeiten, Objekte, Installationen, Mobiles, Fotografie, Malerei, Filme, Texte, Typographie). Seit Mitte der 1980er Jahre folgten Interventionen in privaten und öffentlichen Räumen weltweit, meist mit Texten. Seine Projekte über Manipulation, Gentechnik, Freude oder individuelle und soziale Veränderungen wurden weltweit in Ausstellungen gezeigt und Werke in private und öffentliche Sammlungen aufgenommen.
Huber befasst sich neben seiner professionellen Tätigkeit als freischaffender bildender Künstler auch mit Sozialprojekten, die mit Mitteln der Kunst Thematiken wie Flucht/Migration („Mare Morto“), Geschwindigkeit und automobile Mythen („Zwischengas“), Überfluss/Verschwendung/Müll („Waste“), Weltwirtschaft/Geld/Machtstrukturen („Assets+Claims“), Freiheit und Sicherheit („#Safe“), Geist und Spiritualität („Spirit“) sowie Liebe („Amanti/Spiele der Liebe“) behandeln.

## Einzelausstellungen (Auswahl)
- 2023: Spirit, DomQuartier, Salzburg
- 2023: Smiling Damokles – Ein Lächeln für die Residenz, Innenhof Residenz, Salzburg
- 2020: OnBoard – 24 Textarbeiten über Humor und Leichtigkeit, Lintex Showroom, Berlin
- 2017: Firmament, Intervention, Puigderros
- 2015: Waste, Kunstraum pro arte, Hallein
- 2014: Airborn, 2CforArt Gallery, Salzburg
- 2012: Mare Morte, eborangalerie, Salzburg
- 2010: Characters & Crowds, permanentes Projekt für Vulcanus Europe im öffentlichen Raum, Salzburg
- 2006: Klones & Airborn, Mario Mauroner Contemporary, Vienna
- 2005: Pleasure Files, Symphonia Sgr, Mailand
- 2004: Computerworks & Paintings, Galleria Paolo Bonzano, Roma
- 2001: Hortus Conclusus, permanente Intervention, Neumarkt
- 2000: Klones/Landshapes, Galerie Luis Adelantado, Valencia
- 2000: Pleasure Files, Galleria 1000Eventi, Milano
- 1998: Public Space, Salzburger Kunstverein
- 1998: Wir dürfen jetzt aufhören zu warten, Intervention, Palais Stutterheim, Erlangen
- 1997: Klones, Stadtgalerie Saarbrücken
- 1995: Marx Projekt Trier, Karl Marx Haus Trier
- 1995: Klones, KunstRaum Trier
- 1992: Viele mussten bluten bevor sie Bosse wurden, Fotogalerie Wien
- 1991: Atem, Colegio de Arquitectos, Malaga
- 1990: Exilio Permanente, Fundácio Caixa de Pensions, Valencia
- 1989: Wunder, Fotoportfolio mit 7 Triptychen, Galerie Fotohof, Salzburg

## Schriften (Auswahl)
- Amanti – Spiel der Liebe. Kerber Verlag, Bielefeld/Berlin 2022, ISBN 978-3-7356-0837-6.
- Spirit. Kerber Verlag, Bielefeld/Berlin 2020, ISBN 978-3-7356-0701-0.
- Paletten. Kerber Verlag, 2018, ISBN 978-3-7356-0548-1.
- #Safe. Kerber Verlag, Bielefeld/Berlin 2017, ISBN 978-3-7356-0350-0.
- Zwischengas. Delius Klasing Verlag, Bielefeld 2015, ISBN 978-3-667-10351-2.
- Waste. Kerber Verlag, Bielefeld/Berlin 2015, ISBN 978-3-7356-0124-7.
- Mare Morto, Refugees, Stranded. Kerber Verlag, Bielefeld/Leipzig/Berlin 2011, ISBN 978-3-86678-543-4.
- Airborn 00-59 – Computer Aided Paintings. Kerber Verlag, Bielefeld/Leipzig 2008, ISBN 978-3-86678-219-8.
- ...and what are your Pleasures? Dieter Huber Pleasure Files. Verlag für moderne Kunst, Nürnberg 2004, ISBN 3-936711-34-8.
- Landshapes – Computer Aided Works. Verlag im Rupertinum, Salzburg 1999, ISBN 3-901824-04-9.
- Autodafe. Edition Selene, Wien 1998, ISBN 3-85266-069-6.
- Klones – Computergenerierte Fotoarbeiten/Computer Generated Photographs. Verlag für moderne Kunst, Nürnberg 1997, ISBN 3-928342-84-3.
- Intervention. Otto Müller Verlag, Salzburg 1997, ISBN 3-7013-0956-6.
- Marx Projekt Trier. Verlag im Karl-Marx-Haus, Trier 1995, ISBN 3-86077-205-8.

## Werke

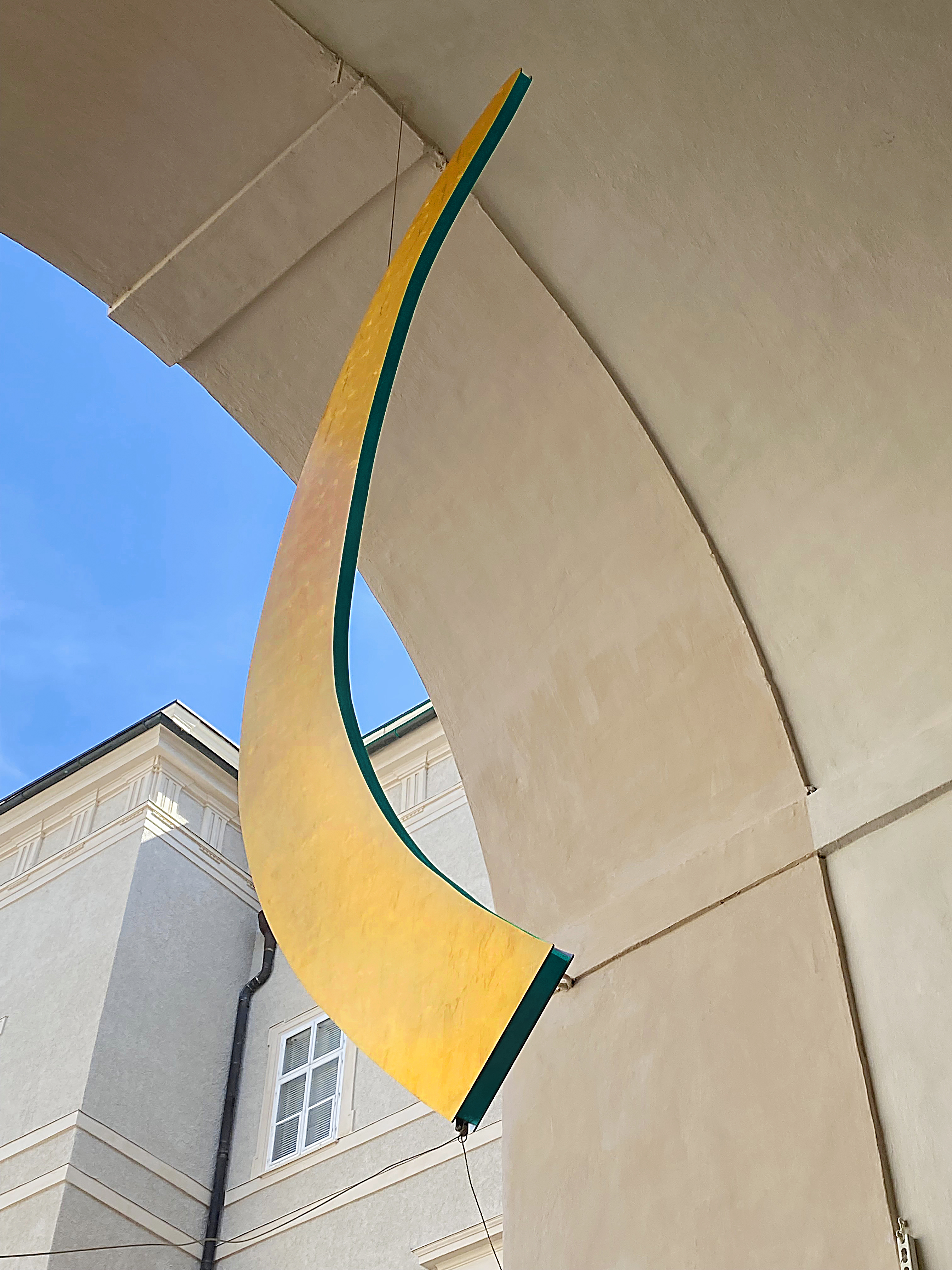
Smiling Damokles, 2023
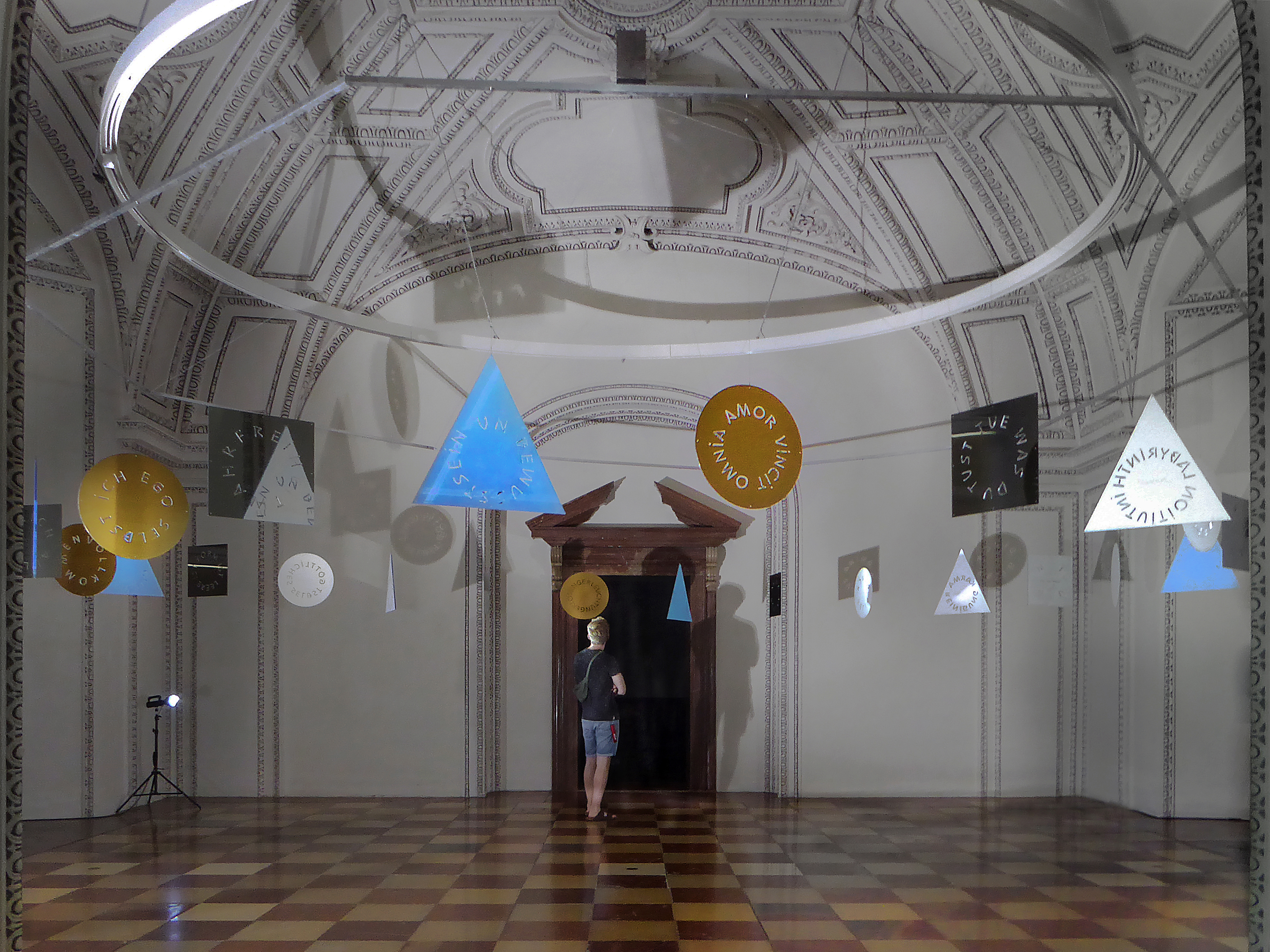
Spirit, 2023
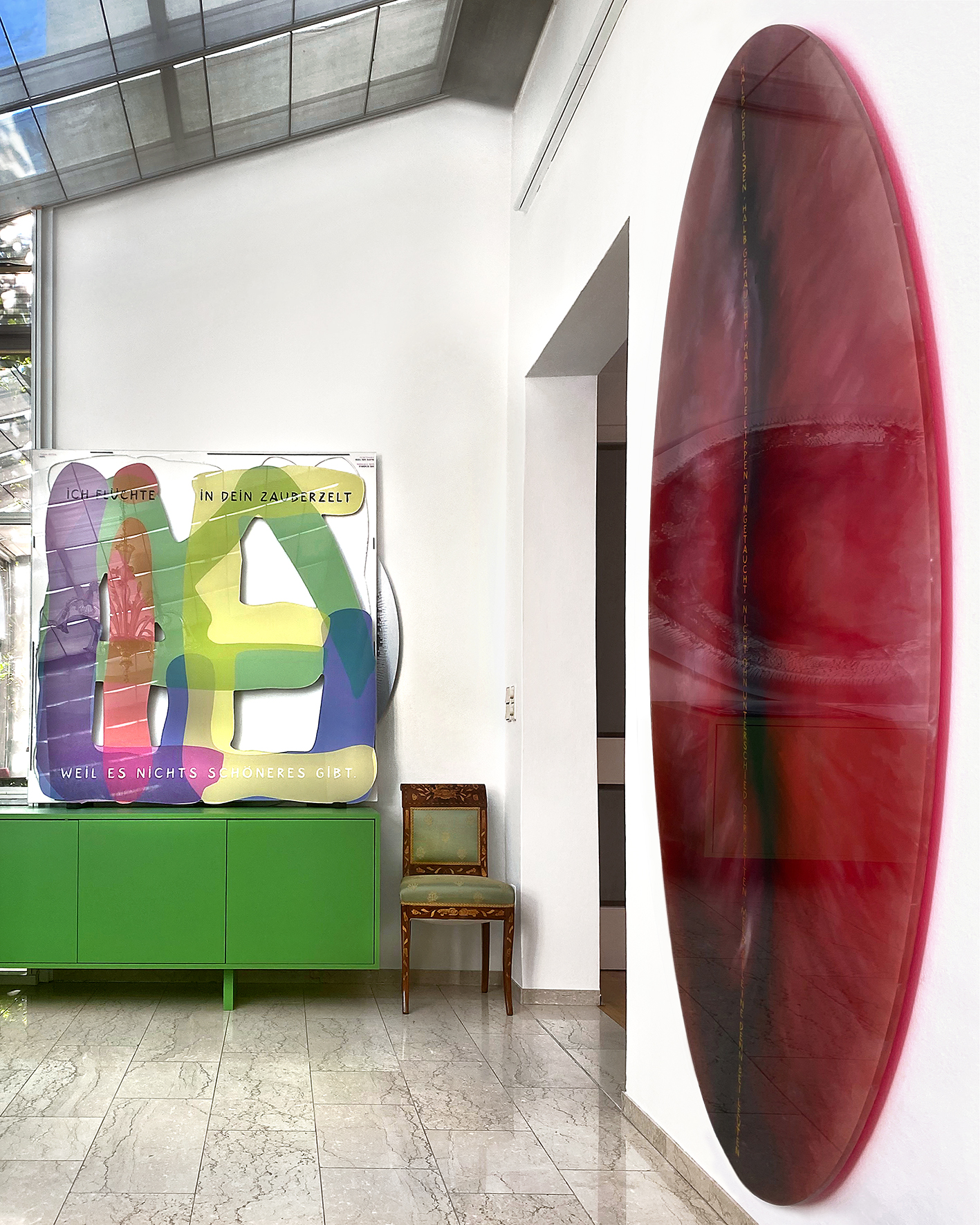
Amanti, 2021
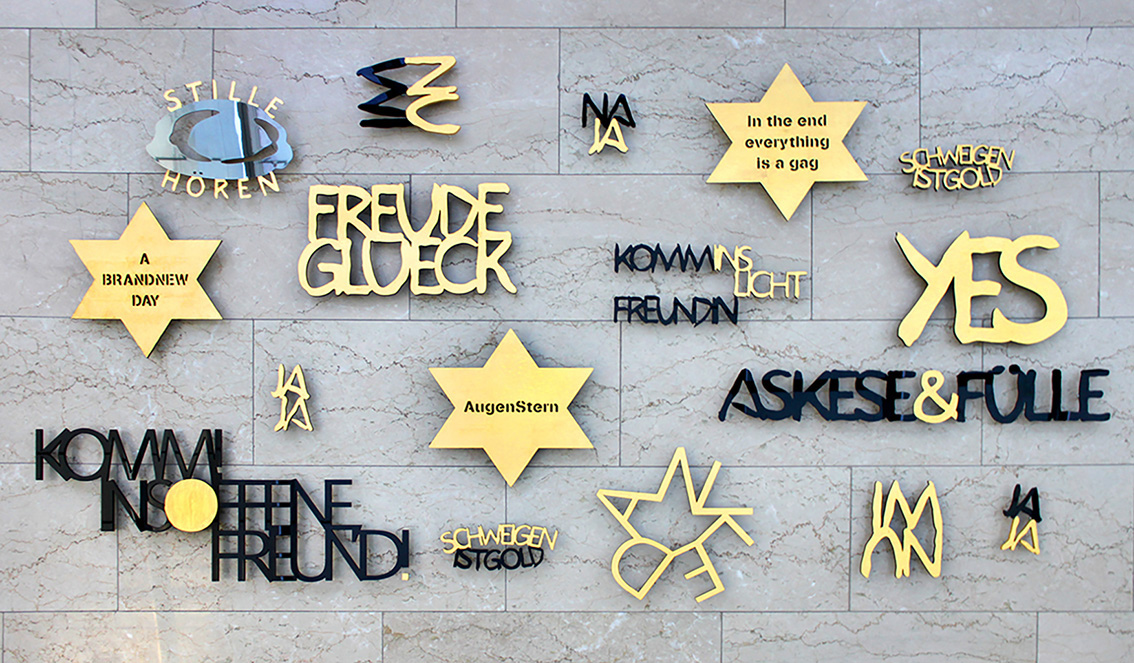
Solidgold, 2020
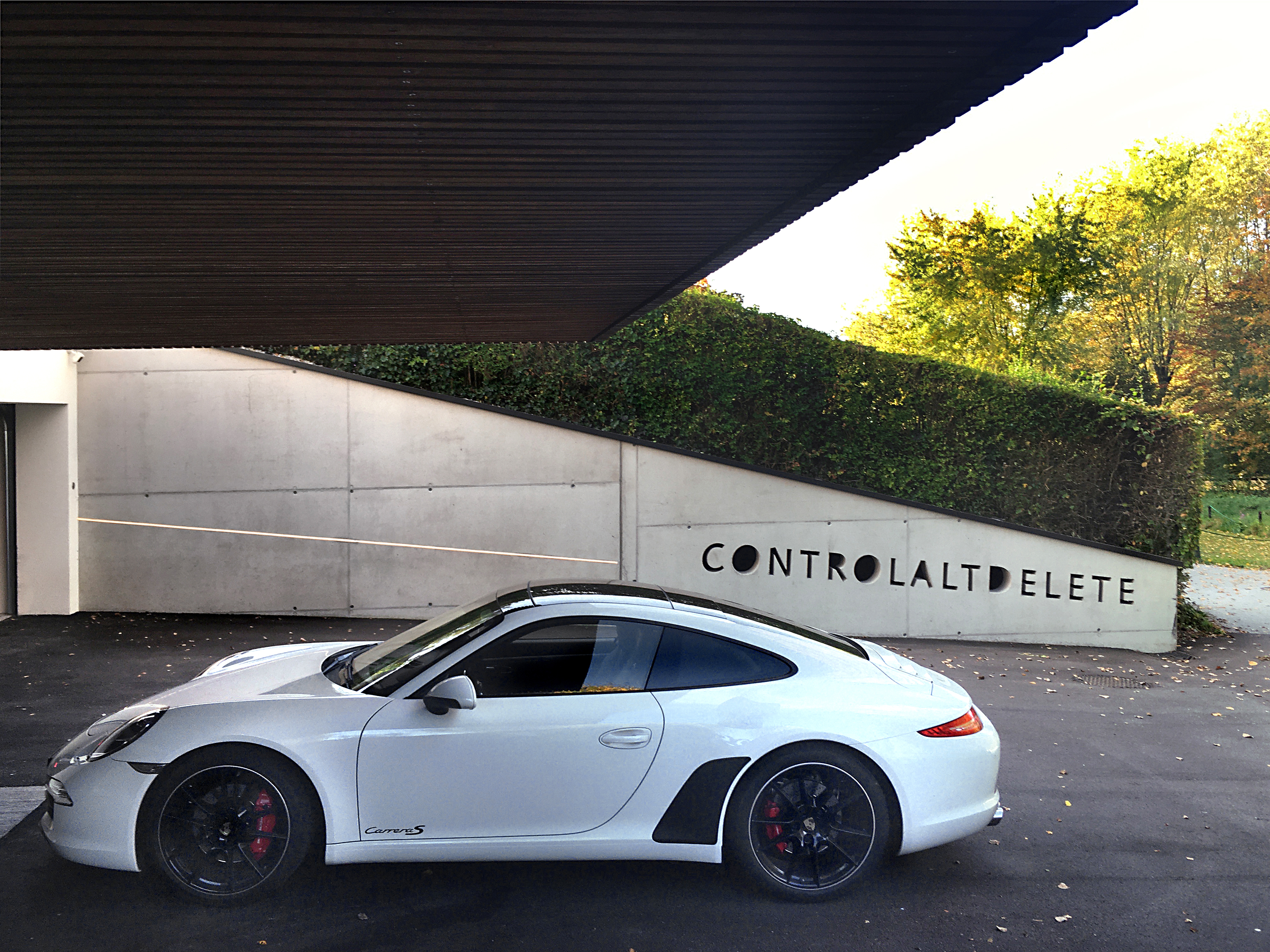
Undo, 2019
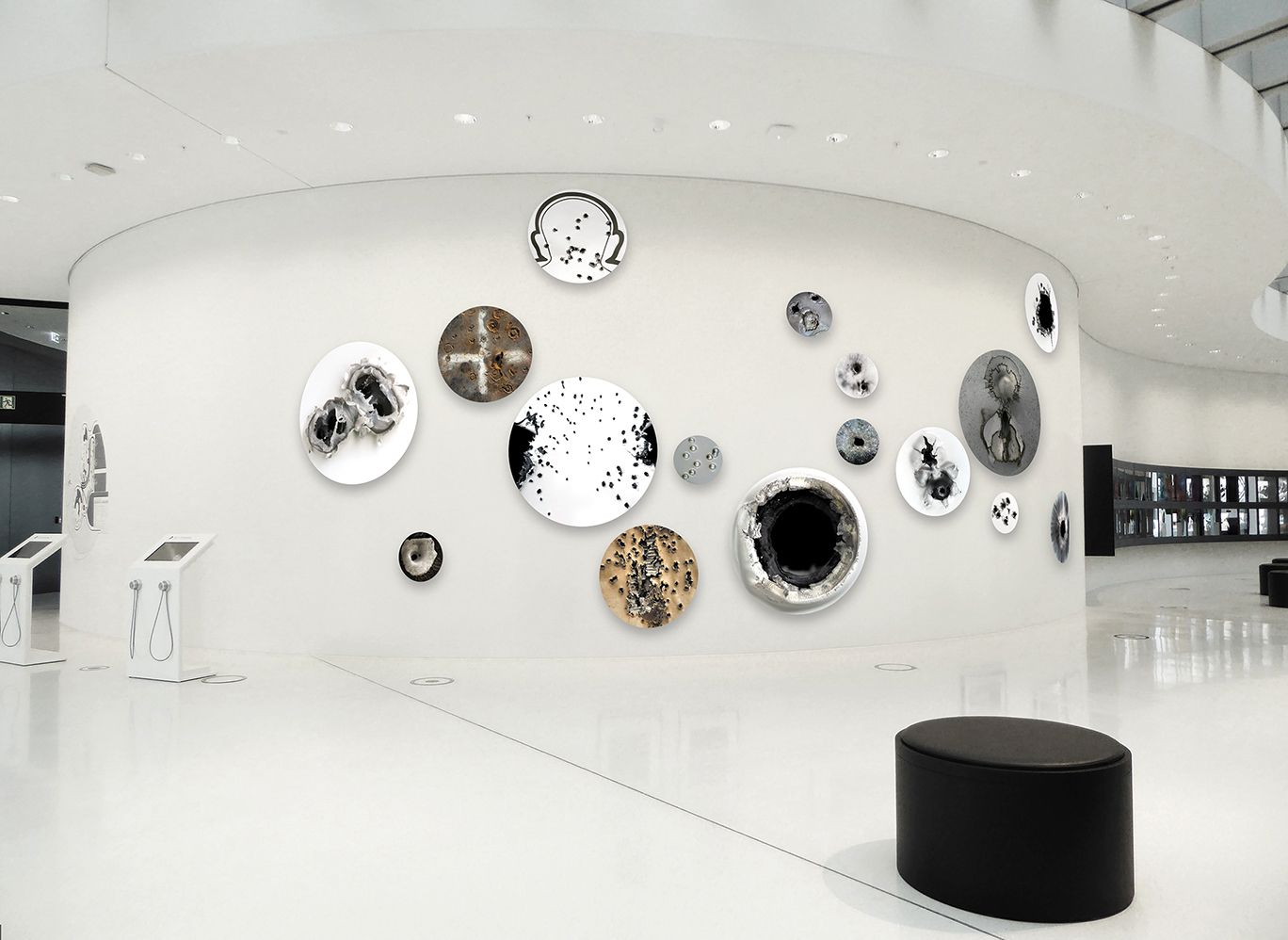
Safe Strike, 2017
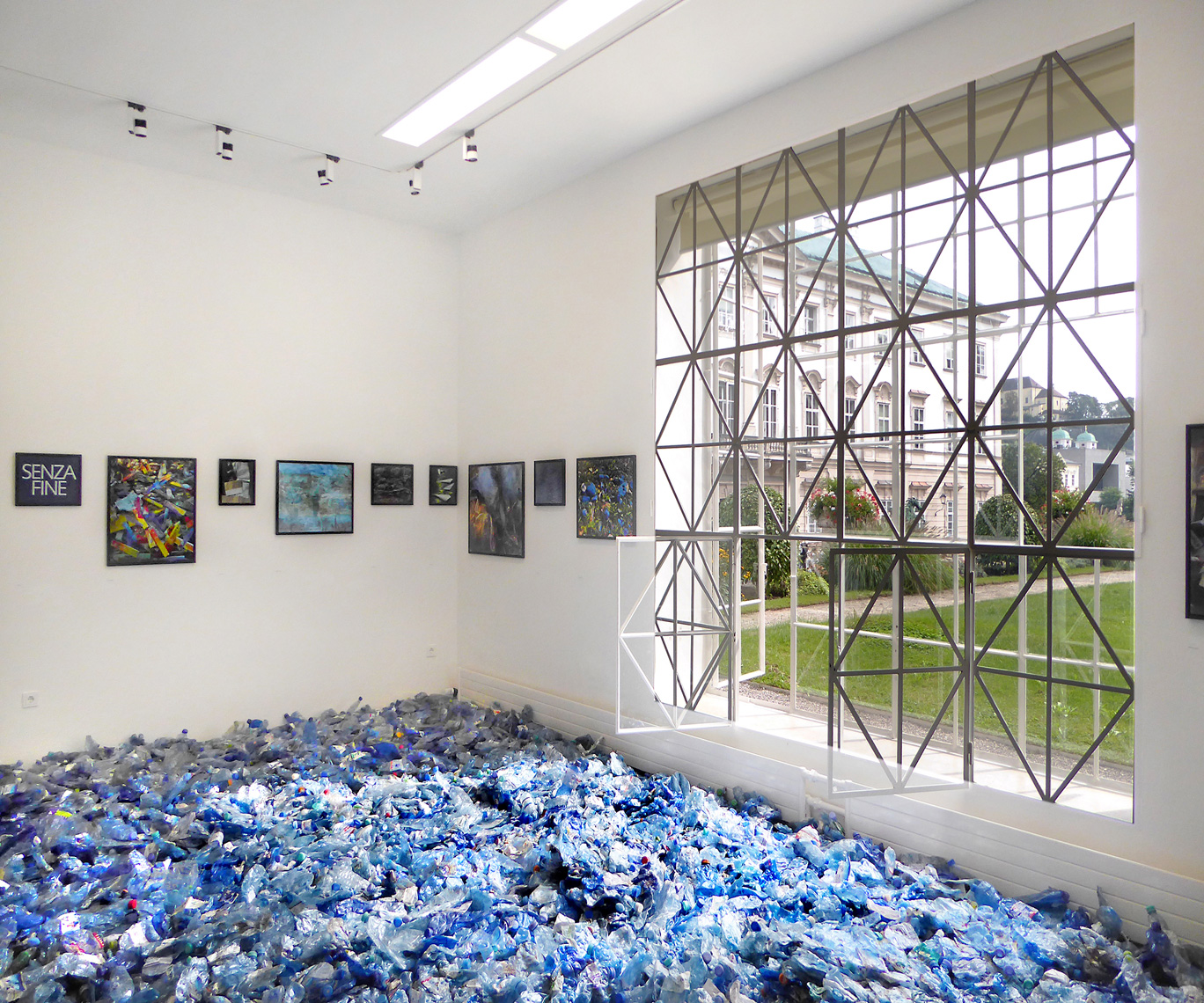
Cloaca Maxima, 2016
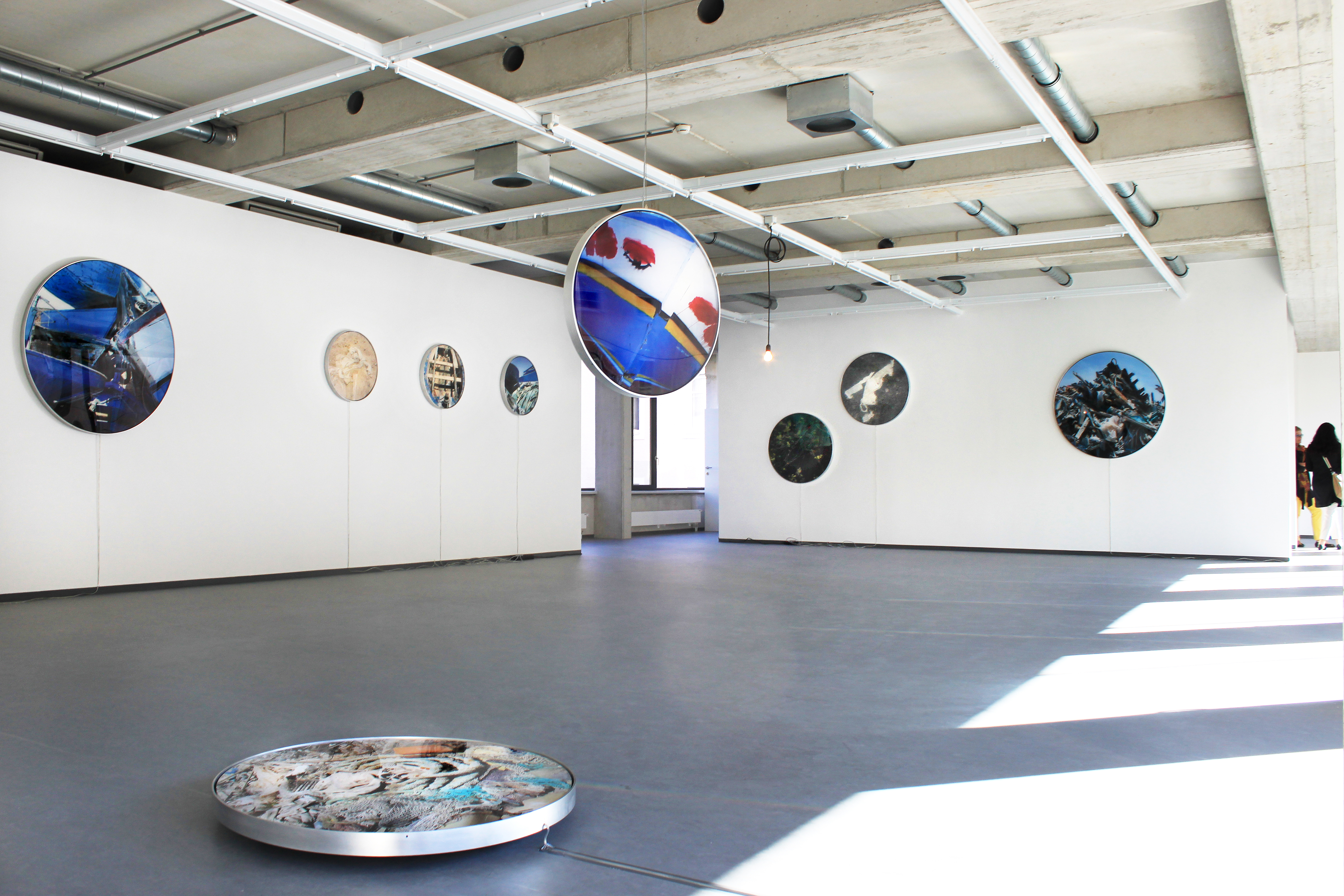
Mare Morto, 2012
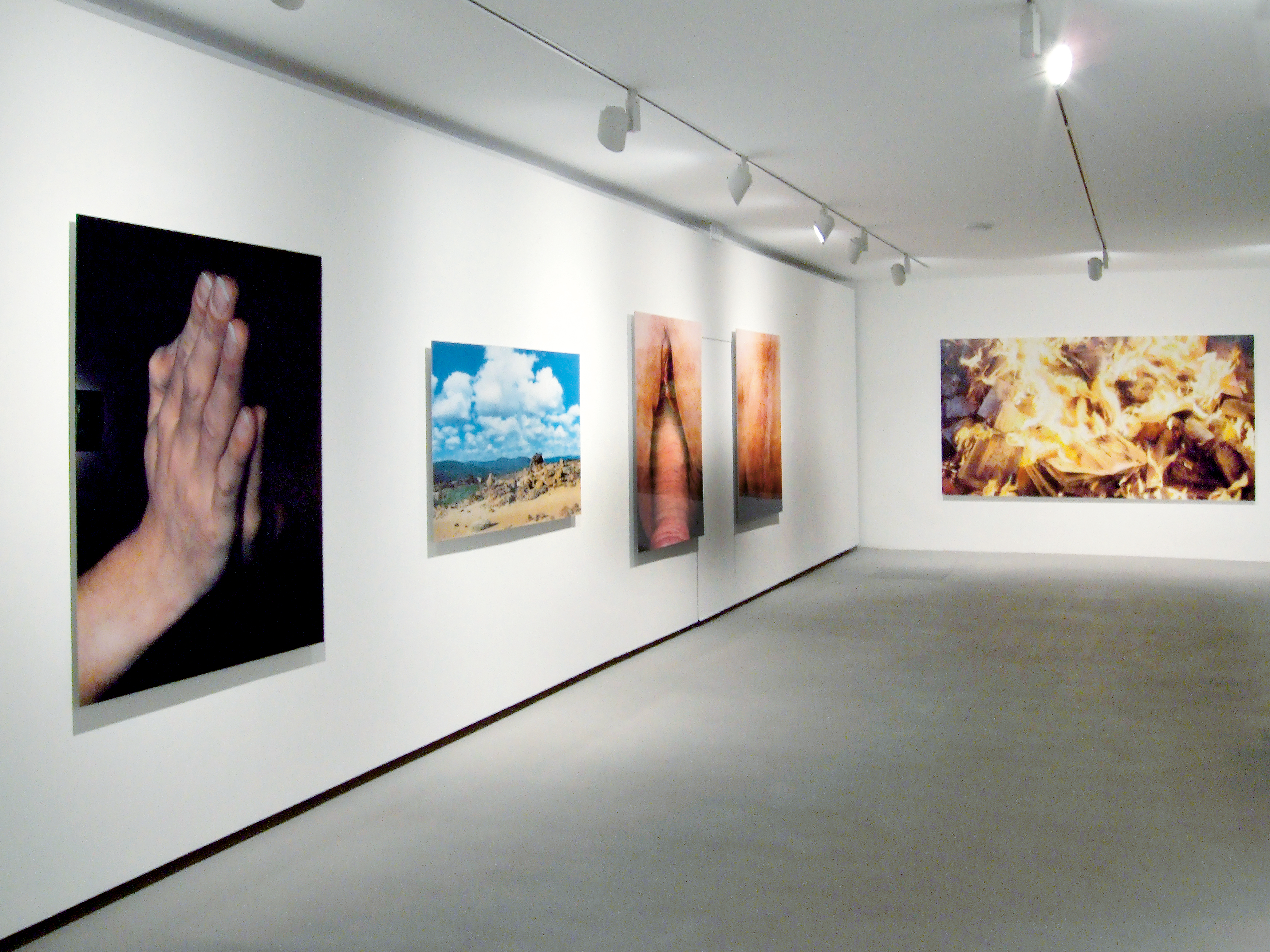
Klones Airborn, 2006